# Leeroy Thornhill

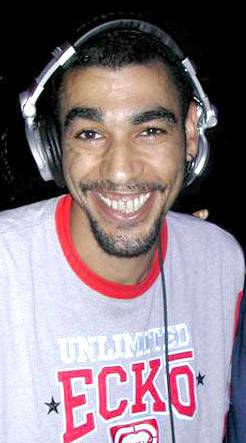
Leeroy Thornhill

Leeroy Thornhill, född 8 oktober 1968 i Barking, Essex, Storbritannien, tidigare dansare i The Prodigy Har sedan sitt avhopp jobbat solo som Longman och Flightcrank. Numera arbetar han med DJ Hyper tillsammans med ex-prodigy-livemusikerna Jim Davies och Kieron Pepper.

## Diskografi
- Fligthcrank - Beyond All Reasonable Doubt (2001)
- DJ Hyper - We Control (2006)